# Saint-Laurent-sur-Saône
Saint-Laurent-sur-Saône es una comuna francesa situada en el departamento de Ain, de la región de Auvernia-Ródano-Alpes.

## Geografía
Saint-Laurent-sur-Saône ocupa una isla en el río Saona frente a Mâcon. Es la comuna de menor superficie del departamento de Ain. 

## Demografía
| 2 041 | 2 041 | 1 967 | 1 813 | 1 710 | 1 655 | 1 718 | 1 787 |
| Para los censos de 1962 a 1999 la población legal corresponde a la población sin duplicidades (Fuente: INSEE [Consultar]) |       |       |       |       |       |       |       |